# 小林海咲
小林海咲（Kobayashi Misaki，1990年1月16日—），出生於日本東京，是一名女子壁球運動員，2014年1月最高世界排名29。

## 外部連結
- 小林海咲的X（前Twitter）